# 姪濱車站
姪濱車站（日语：〔〕／〔〕 Meinohama eki */?）是一位於日本福岡縣福岡市西區，由福岡市交通局（福岡市地下鐵）與九州旅客鐵道（JR九州）共用的鐵路車站，隸屬於福岡市交通局。姪濱車站是福岡市地下鐵機場線與JR九州筑肥線的交會點。

## 車站構造
島式月台2面4線的高架車站。內側2、3號月台由此站到發（地下鐵方向）列車使用，下山門是福岡市地下鐵姪濱車輛基地所在地。外側1、4號月台為JR筑肥線直通列車使用。

### 月台配置
| 月台 | 路線   | 目的地                         | 備註                                                   |
| ---- | ------ | ------------------------------ | ------------------------------------------------------ |
| 1    | 機場線 | 天神、博多、福岡機場、貝塚方向 | JR開抵的直通列車                                       |
| 2、3 | 機場線 | 天神、博多、福岡機場、貝塚方向 | 地下鐵線內的折返運用與始發、車庫與待避線方向的列車月台 |
| 4    | 筑肥線 | 筑前前原、唐津方向             |                                                        |

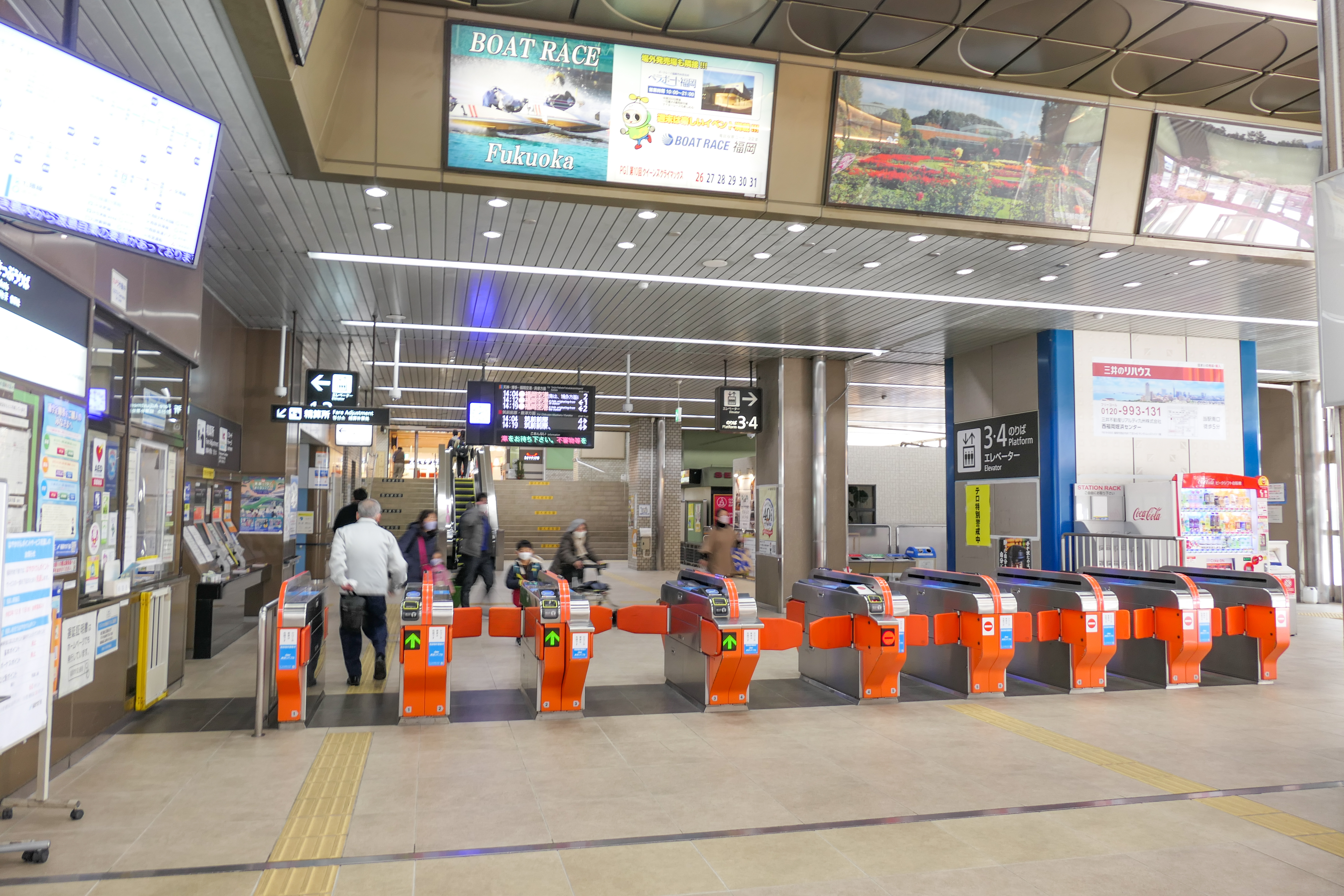
西閘口
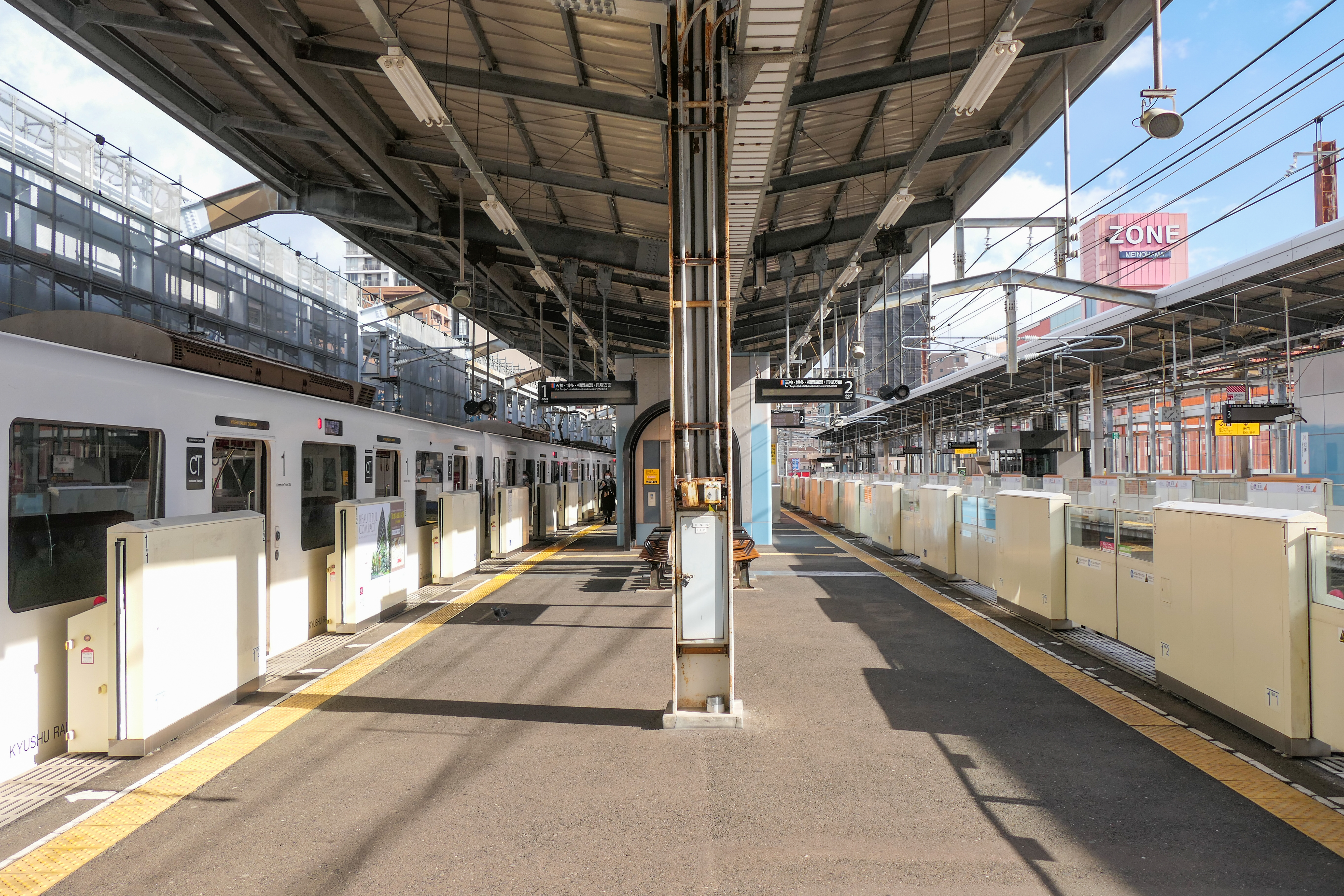
1、2號月台
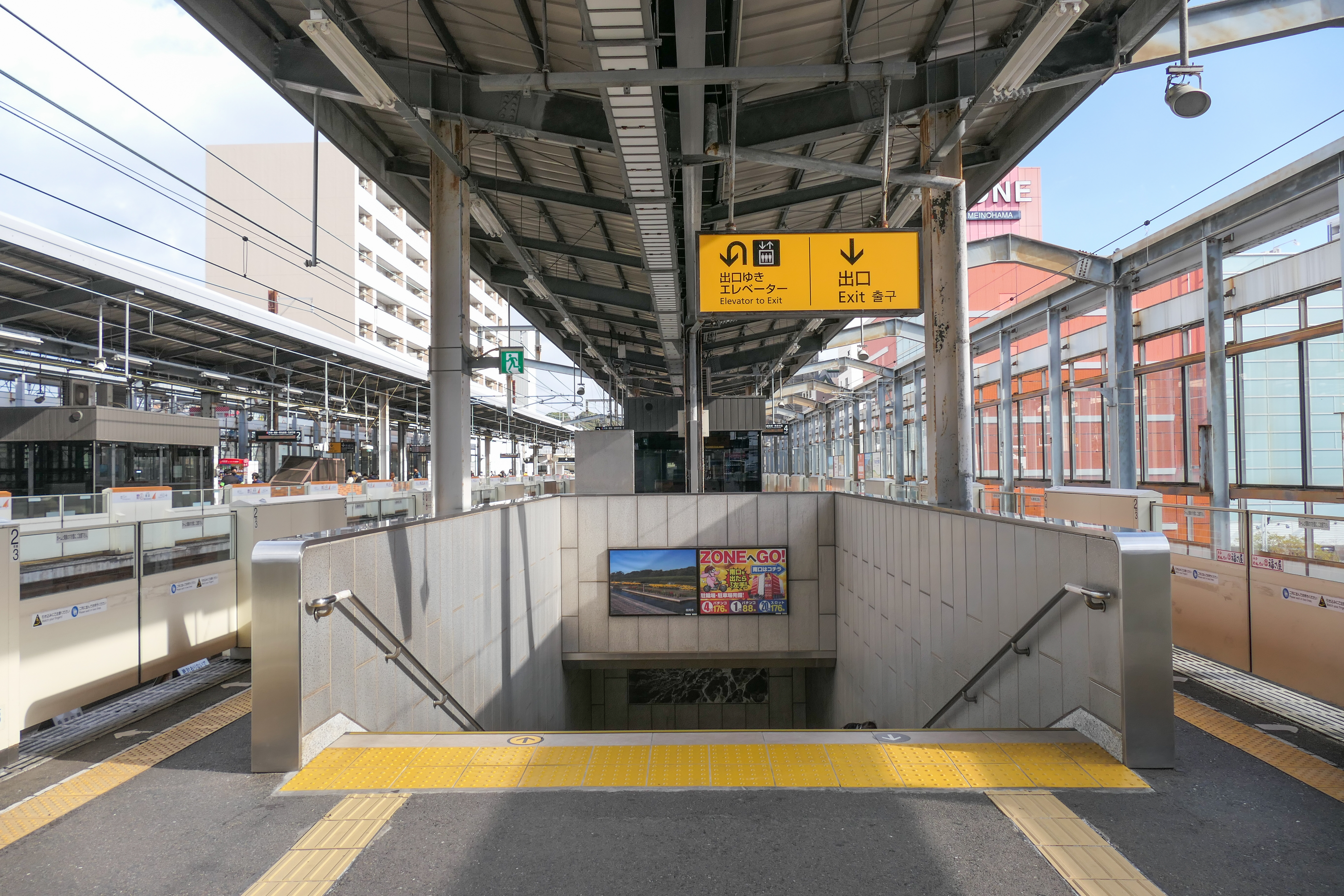
3、4號月台
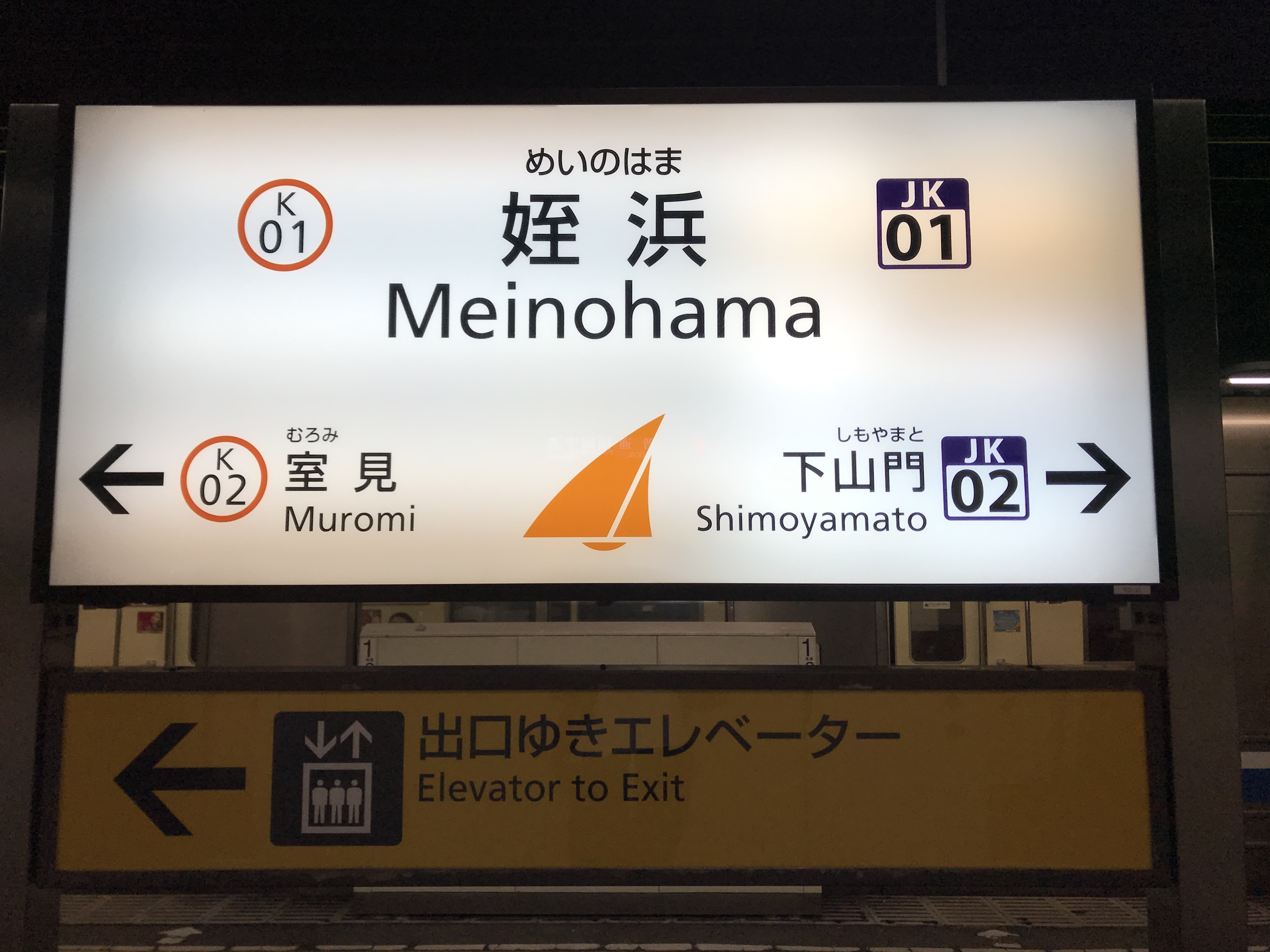
站名標示

## 利用狀況
- JR九州 - 2017年度的1日平均上車人次為5,862人[2]。
  - 上述數值不包括福岡市交通局的直通人次。
- 福岡市交通局 - 2016年度的1日平均上車人次為20,984人[3]。
  - 上述數值不包括JR九州的直通人次。JR九州的1日平均直通人次為27,673人，由此合計1日平均上車人次為48,657人。

近年的1日平均上車人次如下表。
| 年度               | JR九州           | 福岡市交通局    | 福岡市交通局    | 福岡市交通局    |
| 年度               | 1日平均 上車人次 | 1日平均上車人次 | 1日平均上車人次 | 1日平均上車人次 |
| 年度               | 1日平均 上車人次 | 上車人次        | 直通人次        | 合計            |
| ------------------ | ---------------- | --------------- | --------------- | --------------- |
| 2001年（平成13年） |                  | 20,581          | 23,798          | 44,379          |
| 2002年（平成14年） |                  | 18,993          | 22,797          | 41,790          |
| 2003年（平成15年） |                  | 19,035          | 22,056          | 41,091          |
| 2004年（平成16年） |                  | 19,048          | 21,540          | 40,588          |
| 2005年（平成17年） | 4,830            | 18,122          | 21,249          | 39,371          |
| 2006年（平成18年） | 5,314            | 18,455          | 22,020          | 40,475          |
| 2007年（平成19年） | 5,503            | 18,603          | 22,501          | 41,104          |
| 2008年（平成20年） | 5,608            | 18,460          | 22,909          | 41,369          |
| 2009年（平成21年） | 5,495            | 18,861          | 22,544          | 41,405          |
| 2010年（平成22年） | 5,630            | 18,850          | 23,789          | 42,639          |
| 2011年（平成23年） | 5,446            | 19,164          | 24,463          | 43,627          |
| 2012年（平成24年） | 5,388            | 19,466          | 25,408          | 44,874          |
| 2013年（平成25年） |                  | 19,727          | 26,547          | 46,274          |
| 2014年（平成26年） |                  | 19,989          | 26,729          | 46,718          |
| 2015年（平成27年） |                  | 20,388          | 27,299          | 47,687          |
| 2016年（平成28年） | 5,547            | 20,984          | 27,673          | 48,657          |
| 2017年（平成29年） | 5,862            |                 |                 |                 |

## 历史
- 1925年4月15日 - 北九州鐵道的姪之浜車站（姪ノ浜駅）啟用。
- 1937年10月1日 - 收規國有，併且改名為現在名称，成為筑肥線所屬的車站。
- 1983年3月22日 - 完成筑肥線姪浜～唐津之間路段的電氣化，同時廢除博多至姪浜間路段。同時福岡市地下鐵1号線（現名称機場線）通車，成為福岡市交通局的管轄車站。
- 1987年4月1日 - 日本國鐵分割民營化，筑肥線的營運轉由JR九州繼承。

## 相鄰車站
九州旅客鐵道、 福岡市交通局（福岡市地下鐵）
 JR筑肥線、 地下鐵機場線
■快速（週末、假日）（此站起往室見方向各站停車）
九大學研都市（JK04）（筑肥線）－姪濱（K01）－室見（K02）（機場線）
■快速（平日）、■普通
下山門（JK02）（筑肥線）－姪濱（K01）－室見（K02）（機場線）

### 曾經存在的路線
日本國有鐵道
筑肥線
西新－姪濱
- 截至1941年為止，西新－姪濱段曾存在「筑前庄站」。

## 外部連結
- 福岡市地下鐵 – 姪濱站 （页面存档备份，存于）（日語）
- JR九州 – 姪濱車站 （页面存档备份，存于）（日語）